# Assemblée générale de l'Union astronomique internationale de 2024
32e assemblée générale de l'Union astronomique internationale
La 32e assemblée générale de l'Union astronomique internationale se tient du 6 au 15 août 2024 au Cap, en Afrique du Sud.

## Organisateur
Le Cap, en Afrique du Sud, est sélectionnée lors de l'assemblée générale de 2018 pour organiser celle de 2024. C'est la première assemblée générale de l'Union astronomique internationale à se dérouler sur le continent africain.
L'assemblée générale se tient également en ligne en libre accès, permettant à quiconque a accès à Internet d'y accéder. Elle se déroule du 6 au 15 août 2024.
L'assemblée générale est organisée par la Fondation nationale pour la recherche d'Afrique du Sud et soutenue par le Département de la science et de l'innovation et la Société africaine d'astronomie.

## Participants
Le comité d'organisation reçoit plus de 3 000 résumés provenant de plus de 150 pays. 2 050 personnes participent sur place et environ 609 en ligne, originaires de 105 pays.

## Nouveau comité exécutif
Les officiers de l'Union astronomique internationale, à savoir le président, le président élu, le secrétaire général et le secrétaire général assistant, sont élus pour trois ans lors de chaque assemblée générale.
Willy Benz, président-élu lors du précédent triennat, devient le nouveau président de l'UAI tandis que Brian Schmidt devient le nouveau président-élu. Diana Worrall, secrétaire générale assistante lors du précédent triennat, devient secrétaire générale tandis que Laura Ferrarese, précédemment vice-présidente, devient secrétaire générale assistante.

## Nouveaux membres
307 nouveaux membres individuels, 229 nouveaux membres juniors et 15 nouveaux membres honoraires ont été annoncés, portant le nombre total de membres actifs à 12 368.

## Choix de l'hôte de l'assemblée générale de 2030
Le Chili a été choisi comme hôte de l'assemblée générale de 2030. Comme choisi lors de l'assemblée générale de 2021, l'assemblée générale de 2027 aura pour sa part lieu à Rome, en Italie.

## Résolutions
Trois résolutions ont été présentées et votées lors des séances de travail, et toutes ont été acceptées :
- Résolution I pour la protection du ciel sombre et calme contre les interférences nuisibles des constellations de satellites[4] ;
- Résolution II pour l'établissement d'un système de référence céleste lunaire (LCRS, l'analogue pour la Lune du système de référence céleste géocentrique (en), GCRS, pour la Terre) et d'un temps-coordonnée lunaire (TCL, l'analogue pour la Lune du temps-coordonnée géocentrique (en), TCG, pour la Terre)[5] ;
- Résolution III sur l'établissement d'un temps lunaire coordonné standard par accord international (l'analogue pour la Lune du temps universel coordonné, UTC, pour la Terre)[6].